# 도초마에역
도청앞역(일본어: 都庁前駅, とちょうまええき 토초오마에에키[*])은 도에이 지하철 오에도 선의 철도역이다. 역 번호는 E-28이다. 일본 도쿄도 신주쿠구에 있다. 인근에 도쿄 도청이 있다.

## 승강장
| 1 | ○도에이 오에도 선 | 롯폰기·다이몬 방면       |
| 2 | ○도에이 오에도 선 | 이다바시·료고쿠 방면     |
| 3 | ○도에이 오에도 선 | 하차 전용 승강장         |
| 4 | ○도에이 오에도 선 | 네리마·히카리가오카 방면 |

## 역 주변 건물이나 시설
- 니시신주쿠 역 - 도쿄 지하철 마루노우치 선 (환승역이 아님)
- 도쿄 도청

## 역 역사
- 1997년 12월 19일 - 영업 개시.

## 인접한 역들
| 도쿄 도 교통국 12호선 오에도 선         | 도쿄 도 교통국 12호선 오에도 선 | 도쿄 도 교통국 12호선 오에도 선       |
| --------------------------------------- | ------------------------------- | ------------------------------------- |
| 시·종착역                               | 오에도 선                       | 신주쿠니시구치 E 01 히카리가오카 방면 |
| 니시신주쿠 5초메 E 29 히카리가오카 방면 | 오에도 선                       | 신주쿠 E 27 도초마에 방면             |